# نادي طيران الجيش
نادي طيران الجيش الرياضي هو فريق كرة قدم عراقي مقره في بغداد، يلعب في الدوري العراقي الدرجة الثالثة.